# Albany (gmina w Vermont)
Albany – gmina (town) w Stanach Zjednoczonych, w stanie Vermont, w hrabstwie Orleans. W jej granicach znajduje się wieś Albany.